# Marcheno
Marcheno (lombardul: Marché) település Olaszországban, Lombardia régióban, Brescia megyében. Lakosainak száma 4150 fő (2023. január 1.). Marcheno Gardone Val Trompia, Lumezzane, Sarezzo, Tavernole sul Mella, Zone, Casto, Lodrino és Marone községekkel határos.

## Népesség
A település lakossága az elmúlt években az alábbi módon változott:
| Lakosok száma | 4320 | 4246 | 4150 |
|               | 2017 | 2018 | 2023 |